# Jiboia-do-ribeira
A serpente Corallus cropanii apresenta distribuição geográfica restrita ao estado de São Paulo, nos municípios de Juquiá, Miracatu, Pedro de Toledo, Eldorado, Sete Barras  e Santos, sendo uma espécie endêmica da Mata Atlântica.
Descrita em 1953 por Alphonse Richard Hoge, do Instituto Butantã, um exemplar vivo foi levado até ele por um morador da cidade de Miracatu. Ele recebeu depois mais cinco exemplares no Instituto, porém já estavam mortos e um deles foi observado apenas por foto.
Em 2017, após 60 anos de procura, pesquisadores do Museu de Zoologia da Universidade de São Paulo e do Instituto Butantan encontraram no município de Sete Barras, região do Vale do Ribeira, um exemplar vivo da jiboia-do-ribeira. Um macho com 1,70 metro de comprimento e pesando 1,5 quilo. Pelo que os pesquisadores observaram ela não é venenosa e mata suas presas por esmagamento. Os pesquisadores pretendem implantar um radiotransmissor na serpente e devolvê-la à natureza.
Em fevereiro de 2022 um exemplar foi apreendido com um possível traficante de animais na região do Parque Estadual Intervales, em Sete Barras.

## Descrição
C. cropanii alcança em média 1,28 m, possui fossetas labiais profundas, pupilas verticais e dentição áglifa. Apresenta uma coloração dorsal verde-oliva a amarelada (laranja próximo da boca), com manchas romboidais marrom escuro, que aparecem do pescoço até a cauda. Os escudos ventrais são amarelos com as bordas sendo manchadas com marrom escuro; estas manchas progressivamente se tornam maiores em direção à cauda, escurecendo o abdômen.
É semi-arbórea e se alimenta de pequenos mamíferos, que captura com seu corpo. Um exemplar coletado estava em uma árvore a 1,5 m do chão e seu conteúdo estomacal continha um marsupial Metachirus nudicaudatus.